# Wilhelm-Hack-Museum

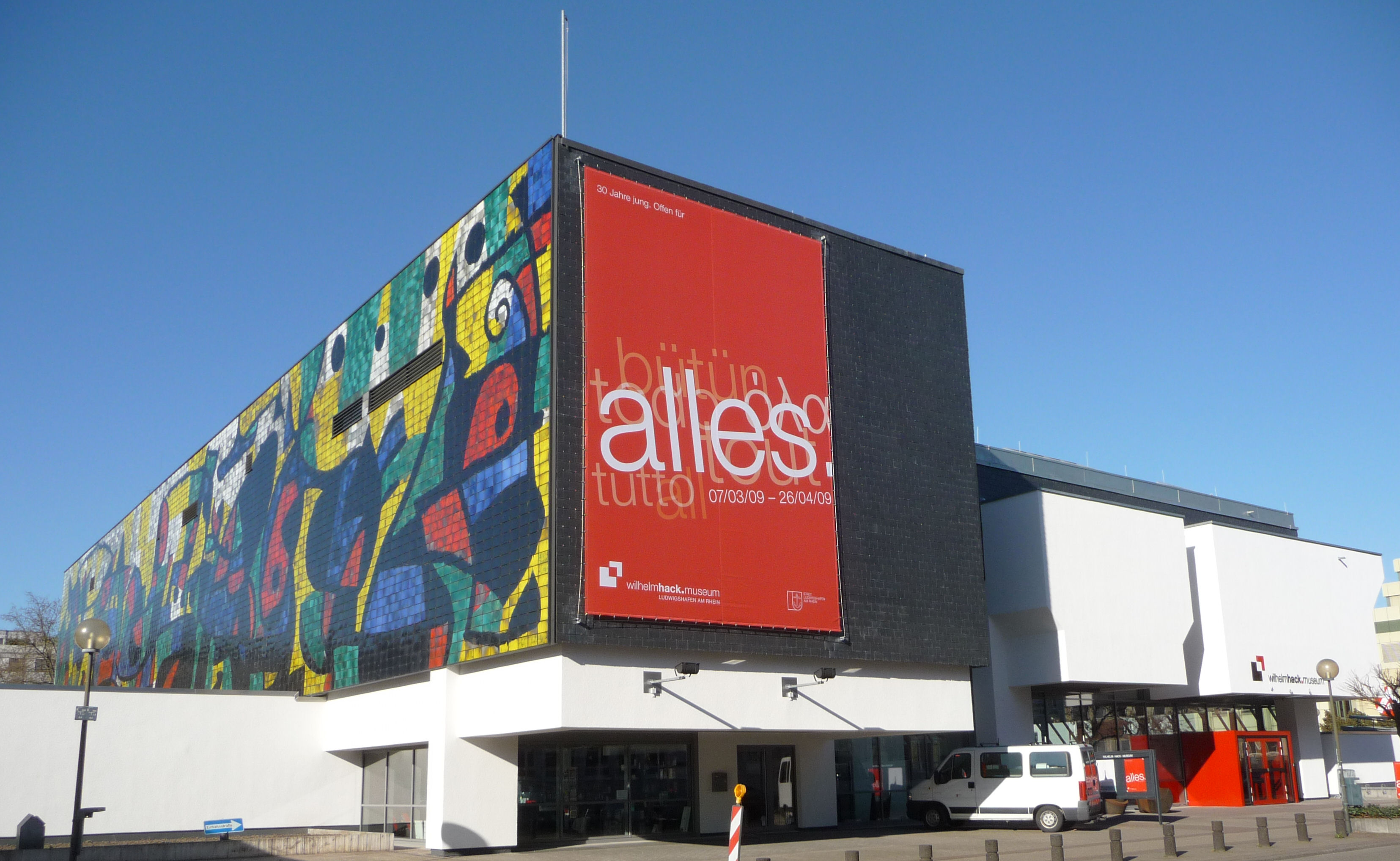
Außenbereich im März 2009

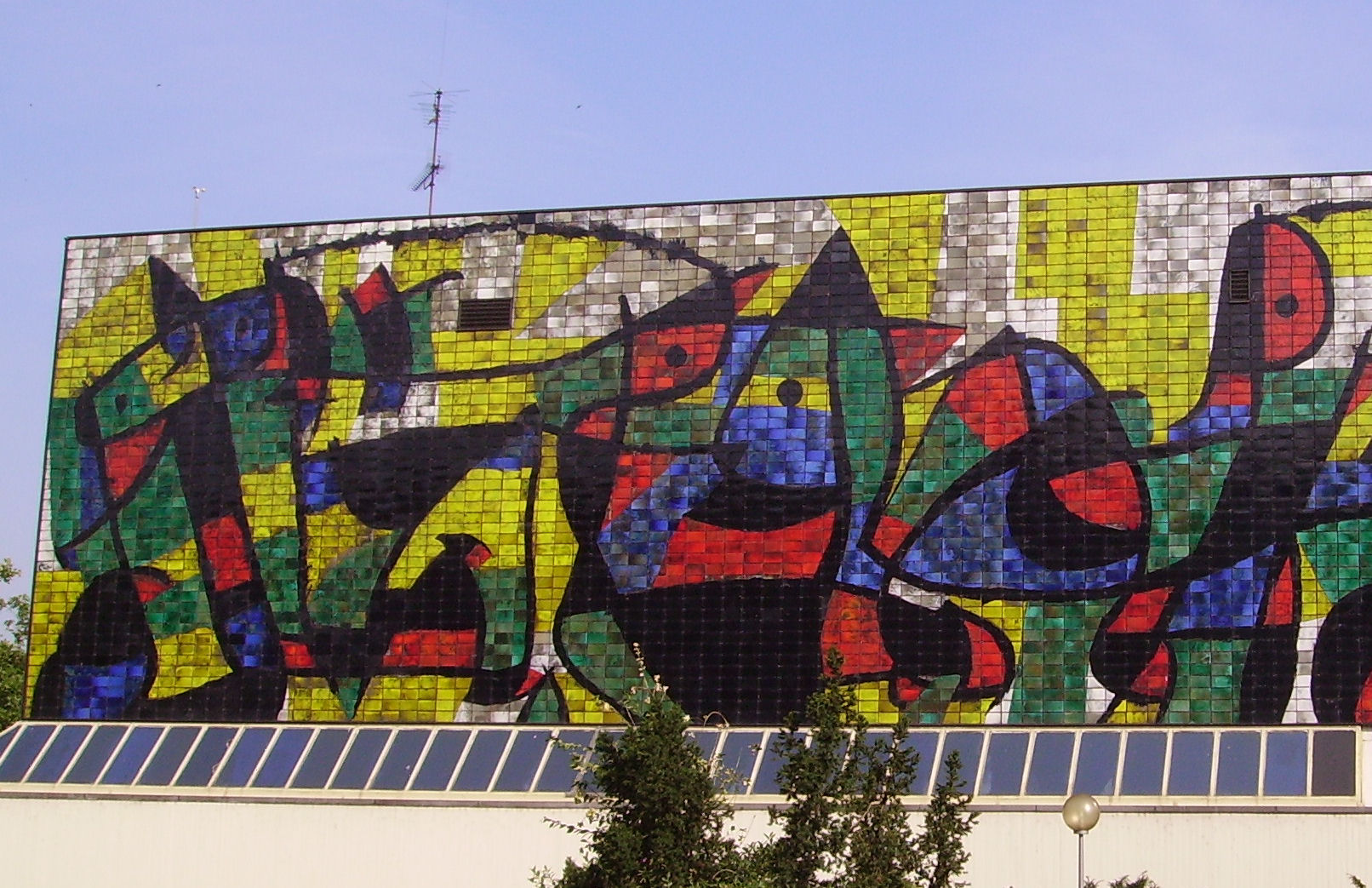
Miró-Wand im Juli 2006

Das Wilhelm-Hack-Museum ist ein Museum für moderne und zeitgenössische Kunst in der Stadt Ludwigshafen am Rhein.
Aufgrund seiner Sammlung mit Meisterwerken von Künstlern wie Kasimir Sewerinowitsch Malewitsch, Piet Mondrian, Wassily Kandinsky, Roy Lichtenstein und Andy Warhol ist es heute das bedeutendste Museum für moderne und zeitgenössische Kunst in Rheinland-Pfalz. Wahrzeichen des Museums ist seine Keramikfassade, welche der katalanische Künstler Joan Miró 1980 an der Südostseite des Hauses gestaltete.

## Geschichte
Die Stadt Ludwigshafen begann nach dem Ersten Weltkrieg mit dem Ankauf von Gemälden, Skulpturen und Grafiken hauptsächlich kurpfälzischer Künstler (z. B. Johann Georg Müller, Max Slevogt, Karl Dillinger, Otto Dill, u. v. m.). Nach erheblichen Kriegsverlusten setzte die Stadt ihre Sammeltätigkeit in den 1940er Jahren fort. Ab 1953 verlagerte man den Schwerpunkt auf die Kunst des Expressionismus, um, so der damalige Oberbürgermeister Hans Klüber, eine Kunstrichtung zu fördern, „die als ,entartete‘ Kunst in den Zeiten der Barbarei verhöhnt und verfolgt wurde“. Werke von so herausragenden Künstlern wie Ernst Ludwig Kirchner, Max Pechstein, Emil Nolde und Max Beckmann fanden so ihren Weg in die Sammlung.
Auslöser für die Gründung des Museums war die Schenkung des Kaufmanns Wilhelm Hack, der seine Kunstsammlung 1971 der Stadt Ludwigshafen vermachte. Diese umfasste neben dem „Gondorfer Fund“, einem Gräberfund der Völkerwanderungszeit aus Gondorf an der Mosel, und mittelalterlicher Kunst auch eine Sammlung von Werken der klassischen Moderne, welche die Entwicklung der abstrakten Kunst von ihren Anfängen um das Jahr 1910 bis in die 1950er Jahre in einer seltenen Dichte dokumentiert: Von Wassily Kandinsky, Kasimir Malewitsch und Piet Mondrian über Jackson Pollock und Max Bill sind maßgebliche Künstler der ungegenständlichen Malerei vertreten.
Ergänzt durch den städtischen Kunstbesitz bildet die Wilhelm-Hack-Stiftung seit der Eröffnung des Museumsneubaus 1979 den Grundstock der knapp 10.000 Werke umfassenden Sammlung. 1988 gelangte das Wilhelm-Hack-Museum durch die Stiftung des Düsseldorfer Rechtsanwalts und Kunstmäzens Heinz Beck in den Besitz einer der größten deutschen Sammlungen von Grafiken und Multiples der 1960er und 1970er Jahre, die heute als „Sammlung Beck“ bekannt ist. Seit seiner Gründung zählt das Museum mehr als zwei Millionen Besucher.

### Direktoren
- 1979–1984: Manfred Fath
- 1984–1994: Bernhard Holeczek
- 1994–2007: Richard W. Gassen
- 2007–2014: Reinhard Spieler
- seit 2014: René Zechlin

### Förderkreis
Der „Förderkreis Wilhelm-Hack-Museum“ wurde im Jahr der Museumseröffnung gegründet, um die Arbeit des Hauses zu unterstützen und mitzutragen. Er zählt heute nahezu 1500 Mitglieder. Er ermöglicht den Ankauf von Kunstwerken, beteiligt sich an den Editionen des Museums, hilft bei Veranstaltungen und fördert das Vermittlungsangebot. Seit 1995 führt der Förderkreis ehrenamtlich einen Museumsshop, dessen Erlöse dem Wilhelm-Hack-Museum zukommen. Unter dem Namen „Wilhelms Freunde“ wurde 2017 der junge Förderkreis des Museums für Mitglieder zwischen 20 und 35 Jahren gegründet.

## Architektur

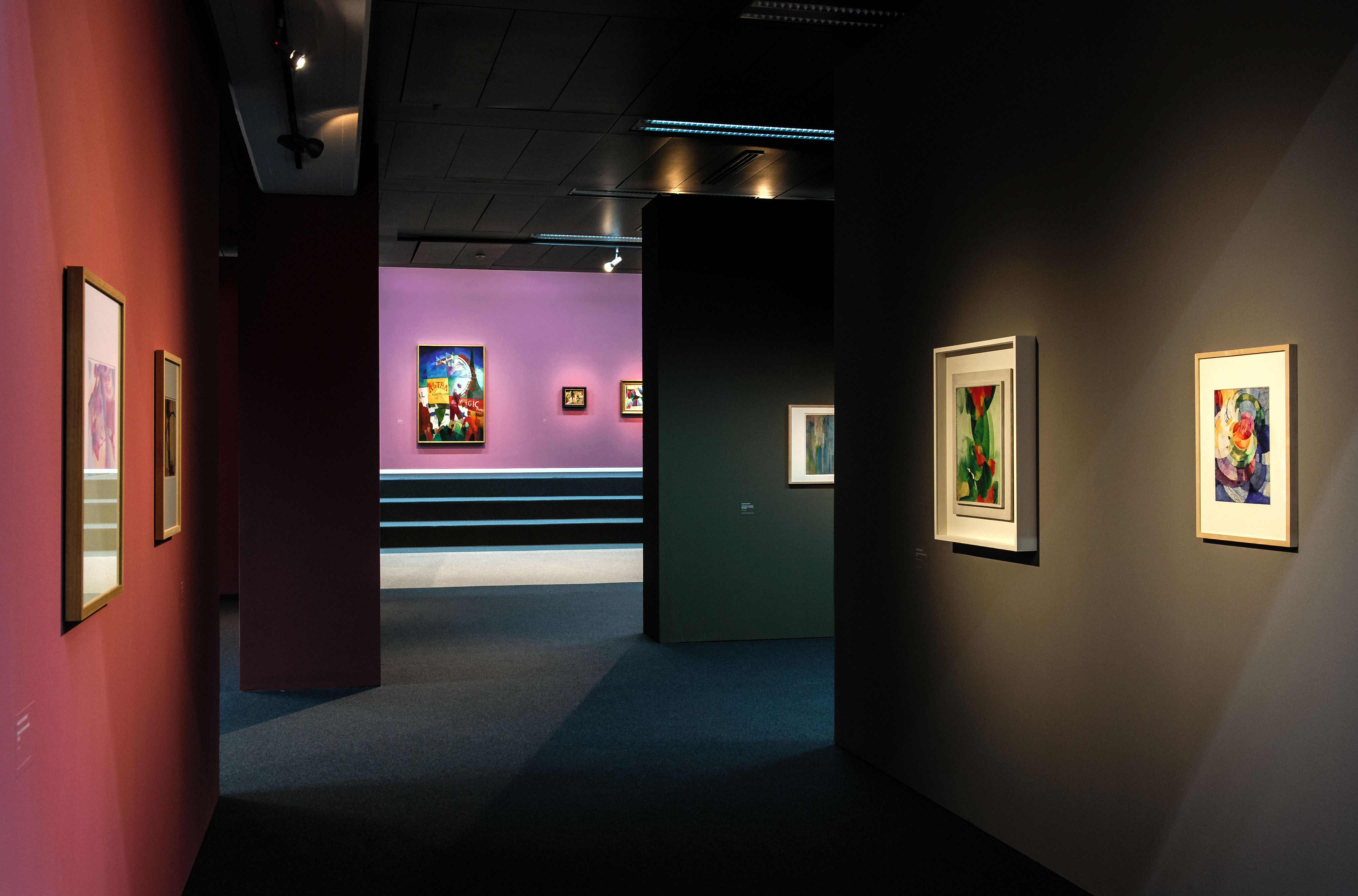
Sonderausstellungsbereich während der Ausstellung Stimme des Lichts 2017/2018

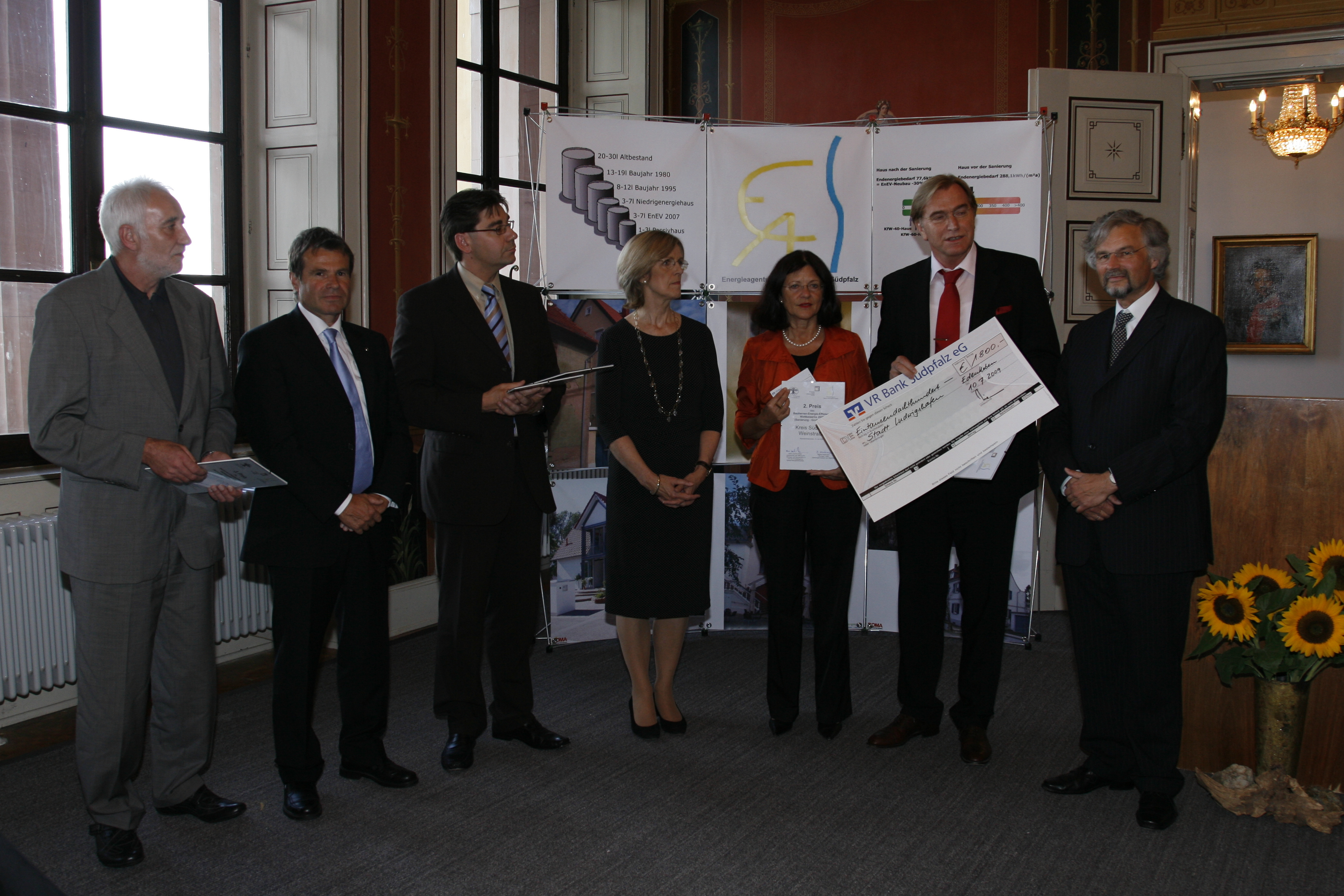
Green-Building-Programm

Mit der Annahme der Stiftung von Wilhelm Hack, die im Juli 1971 vom Stadtrat Ludwigshafens offiziell beschlossen wurde, ging die Stadt gleichzeitig die Verpflichtung ein, ein adäquates Gebäude zu errichten, das den Namen des Stifters tragen sollte. Im September 1972 wurde ein bundesweiter Architekturwettbewerb für den Neubau im Herzen der Stadt ausgeschrieben. Als Gewinner gingen die Stuttgarter Architekten Hagstotz und Kraft hervor. Deren Entwurf erhielt im November 1973 den Zuschlag. Mit dem Bau wurde im Mai 1975 begonnen. Am 28. April 1979 öffnete das Wilhelm-Hack-Museum seine Pforten.
Das hervorstechende Merkmal des Gebäudes ist seine „offene Architektur“, die sich sowohl im Inneren als auch im Äußeren widerspiegelt. Die Architekten vermieden bewusst „Hemmschwellen“, wie beispielsweise einen Treppenaufgang oder ein schweres Portal, die bei älteren Museumsbauten üblich waren. Stattdessen erhielt das Wilhelm-Hack-Museum eine gläserne Eingangstür und eine, den Großteil des Gebäudes umlaufende, Glasfassade. Dieser offene Charakter setzt sich im Innern auf einer Nutzfläche von knapp 3000 Quadratmetern fort.
Sonderausstellungen finden im unteren Gebäudeteil statt, der sich als leicht überschaubarer, durch Zwischenwände gegliederter Raum präsentiert. Hier findet sich auch ein in den Raum integrierter Vortragsbereich, der für Lesungen, Konzerte und andere Veranstaltungen genutzt wird. Die Sammlungspräsentation findet im mehrere Ebenen umfassenden oberen Bereich statt. Galerien, Verbindungsbrücken, Fenster und Treppen geben Einblick in andere Ausstellungsteile und ermöglichen interessante Perspektiven. Die Verwaltungsräume und die museumseigene Malschule, in der verschiedene Kurse und Workshops angeboten werden, befinden sich im rechten Teil des Gebäudes und im Untergeschoss.
Von April 2008 bis Februar 2009 wurde das Museum energetisch nachhaltig saniert. Das Ergebnis der insgesamt 4,6 Millionen Euro teuren Umbaumaßnahme waren unter anderem eine neue Photovoltaikanlage, neuste Klimatechnik und ein neues Beleuchtungssystem. Die Stadt Ludwigshafen ist mit dem Wilhelm-Hack-Museum seit September 2009 Partner des „GreenBuilding“-Programmes er EU.

### Miró-Wand
Wahrzeichen des Wilhelm-Hack-Museums ist die Keramikwand aus 7200 Fliesen des katalanischen Künstlers Joan Miró. Sie gehört mit einer Breite von 55 Metern und einer Höhe von zehn Metern zu den größten Werken des katalanischen Künstlers und stellt das größte Kunstwerk in Ludwigshafen dar. Die Südostseite des Gebäudes war bereits im Bauplan für die Anbringung eines überdimensionalen Kunstwerks vorgesehen. Das Wandbild wurde Anfang des Jahres 1980 fertiggestellt und ist eine von mehreren Zusammenarbeiten des Künstlers mit dem Keramiker Joan Gardy-Artigas, welcher die technische Durchführung von Mirós Entwurf übernahm. Am äußeren linken Rand der Fassade findet sich die Signatur beider Männer.

### Kunst im Außenbereich
Neben der Miró-Wand finden sich weitere Kunstwerke im Außenbereich des Wilhelm-Hack-Museums. Rechts vom Eingangsbereich steht die Endlose Treppe des Schweizer Künstlers Max Bill. Die 19 Stufen aus Granit, die sich fast zehn Meter in die Höhe drehen, weisen nach Aussagen des Künstlers auf das philosophische Prinzip Hoffnung seines Freundes, des gebürtigen Ludwigshafeners Ernst Bloch hin. Zur Linken entfalten sich die Deux lignes indéterminées („Zwei unbestimmte Linien“) des französischen Künstlers Bernar Venet aus dem Jahr 1993.
Die dem Museum vom Förderkreis als Dauerleihgabe überlassene Stahlskulptur, die sich aus zwei monumentalen Stahlbändern zu einer unregelmäßigen Spirale zusammenfügt, ist etwa zweieinhalb Meter hoch und vier Tonnen schwer. Ihre Farbe erhält sie von einer rostroten Schicht.
Hinter dem Wilhelm-Hack-Museum steht die zehn Meter hohe Marmorskulptur Ombralatina („Südlicher Schatten“) des italienischen Künstlers Marcello Morandini. Die Stele besteht aus einem Metallkern, an dem Platten aus weißem Marmor aus dem Tessin und aus schwarzem Granit aus Simbabwe im Wechsel befestigt sind. Die in das Pflaster eingelassene Stahlskulptur Singularität des Krefelder Künstlers Rolf Nolden wurde 2011 installiert und ist dem Physiker Stephen Hawking und seiner Theorie des „unsichtbaren schwarzen Lochs“ gewidmet.
Siehe auch: Öffentliche Kunst in Ludwigshafen

## Sammlungen

### Gondorfer Fund und Sammlung Sakraler Kunst seit dem Mittelalter
Der Gondorfer Fund ist ein Gräberfund aus der Völkerwanderungszeit mit römischen und fränkischen Grabbeigaben. Er wurde kurz vor Beginn des Zweiten Weltkriegs in der Gemeinde Gondorf an der Mosel entdeckt und ging bald darauf in die Sammlung des Museumsstifters Wilhelm Hack ein. Der Fund wird im Museum nicht dauerhaft gezeigt, sondern in unregelmäßigen Abständen ausgestellt.
Die Mittelalter-Sammlung der Wilhelm-Hack-Stiftung besteht aus Kunstwerken, die in der Zeit zwischen 1200 und 1550 entstanden sind. Sie umfasst Metallarbeiten, Elfenbeine, Bildwerke aus Holz und Stein, Tafel-, Buch- und Glasmalereien, darunter Kunstwerke von hohem Rang und kunstgeschichtlicher Bedeutung.

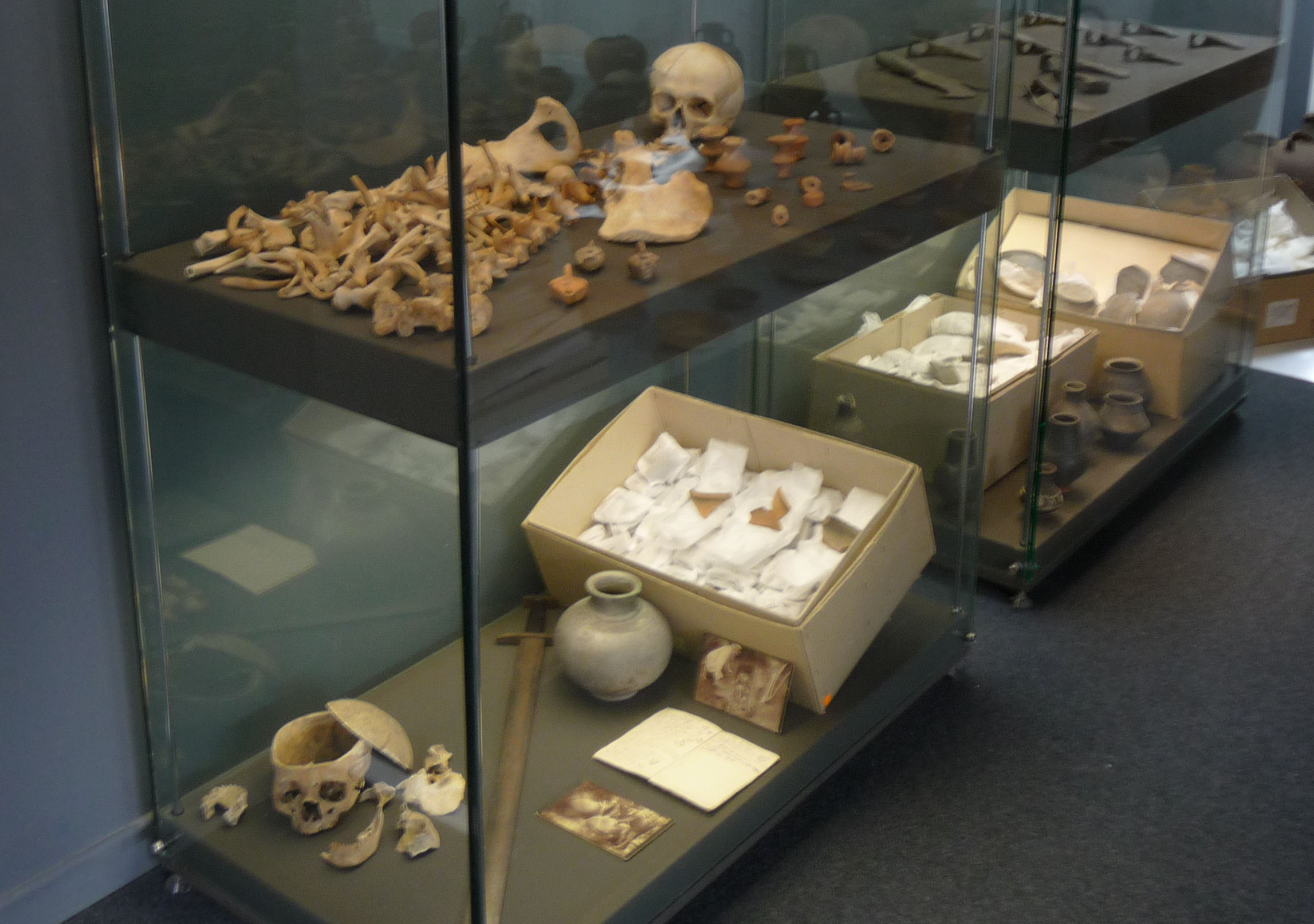
Gondorfer Fund
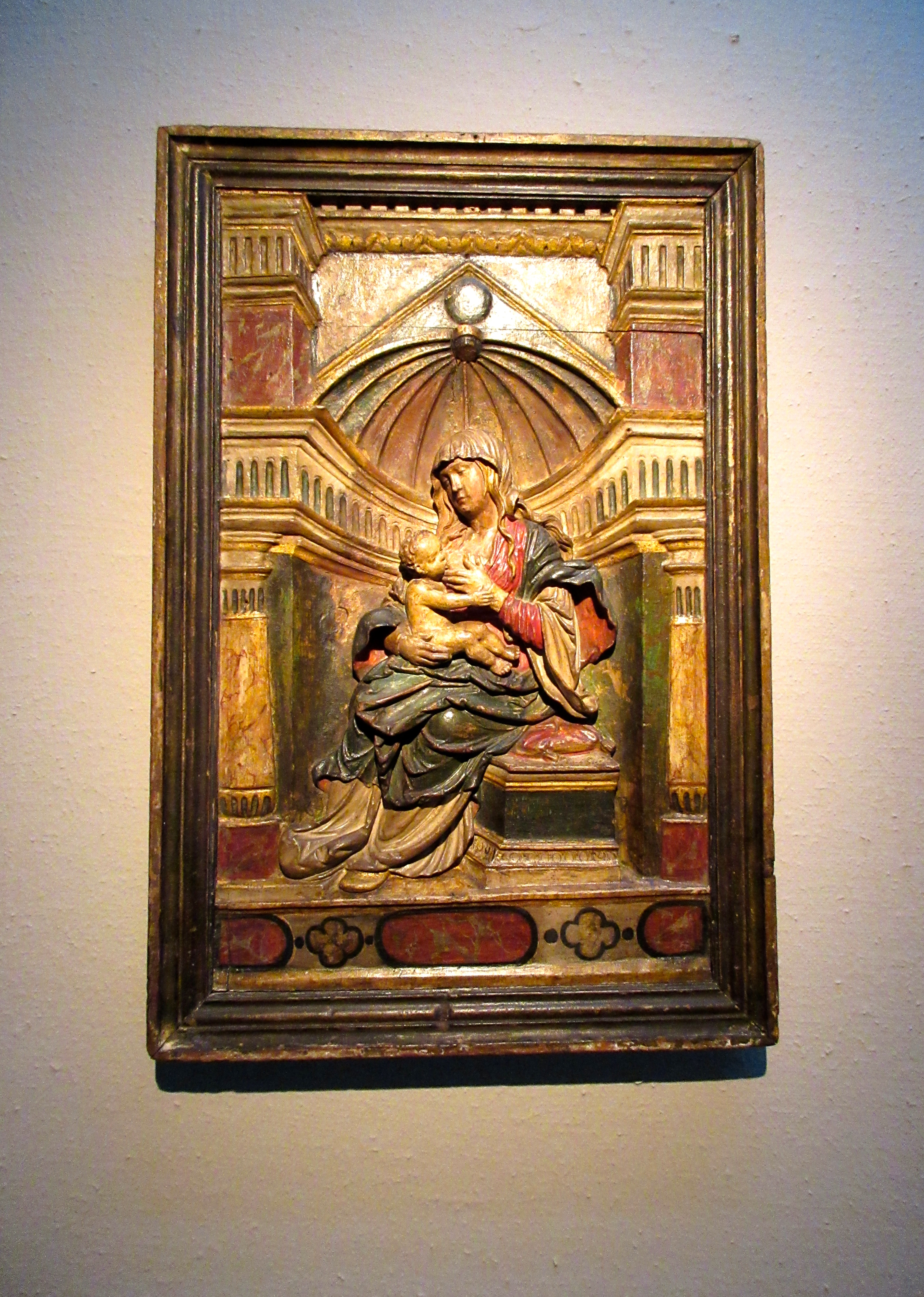
Maria lactans, Bayern um 1520–1530
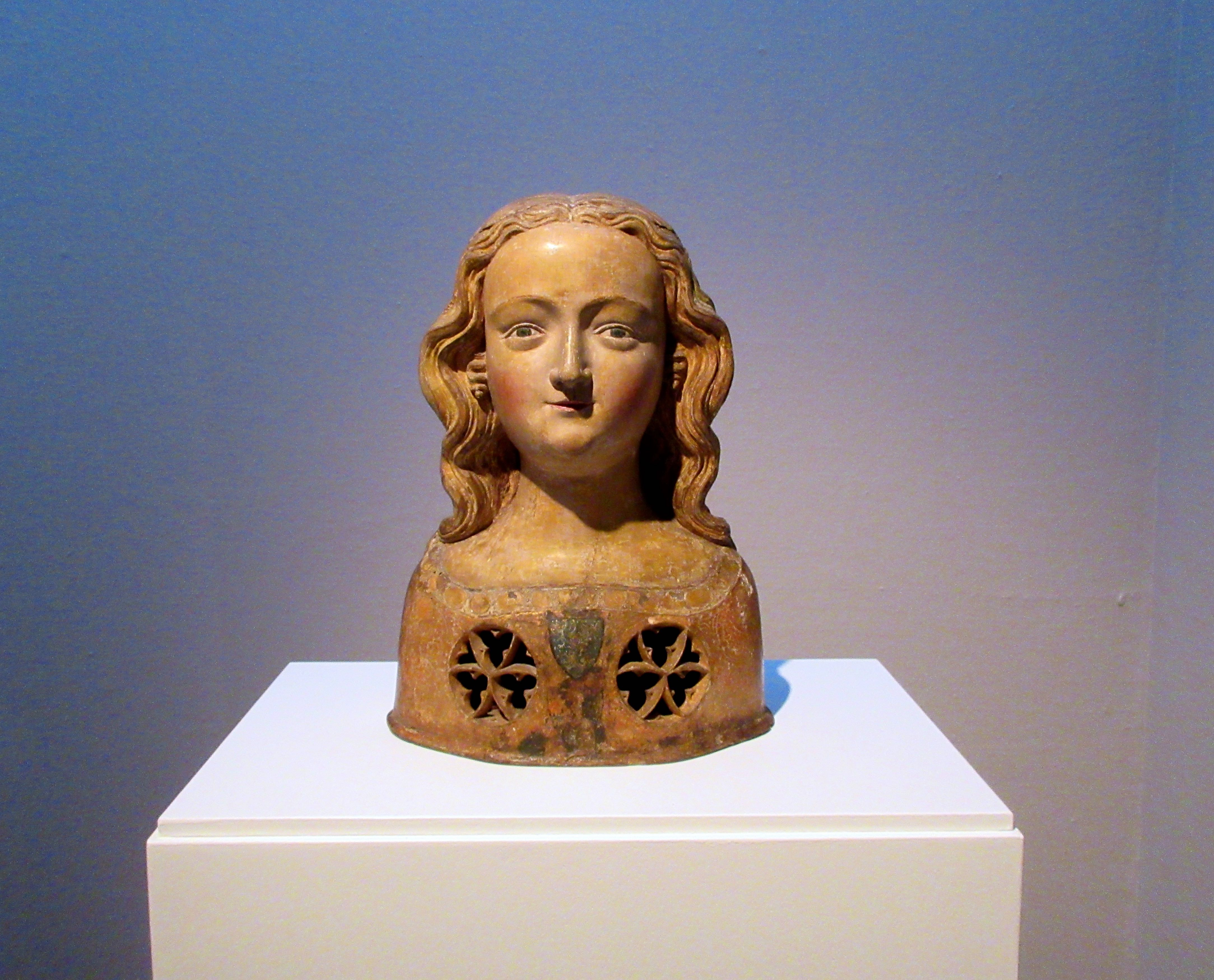
Reliquienbüste einer heiligen Märtyrerin
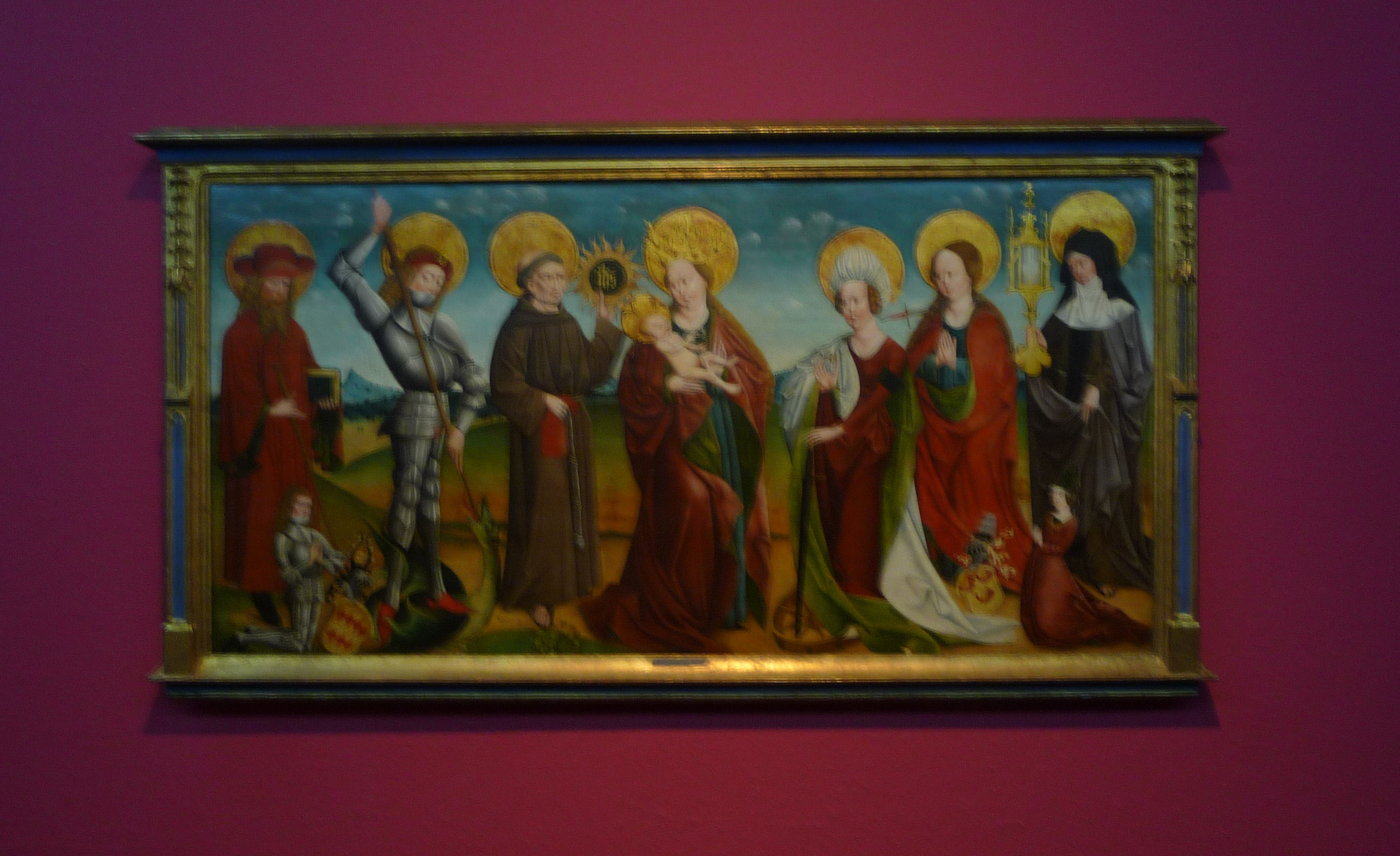
Maria mit Kind in Gesellschaft von sechs Heiligen, mittelalterliches Tafelbild

### Sammlung Beck
Die 1988 gestiftete Sammlung des Düsseldorfers Heinz Beck umfasst mehr als 2.500 Kunstwerke, vor allem druckgrafische Editionen und Multiples. Hier finden sich neben den amerikanischen und englischen Klassikern der Pop-Art wie Andy Warhol, Roy Lichtenstein oder Richard Hamilton auch Arbeiten der französischen Nouveaux Réalistes, der Wiener Aktionisten sowie der Concept Art und der Fluxus-Bewegung. Zu der Sammlung gehören außerdem zahlreiche Künstlerschallplatten und -bücher sowie Künstlertassen. Die Sammlung Beck erhielt im Wilhelm-Hack-Museum 2013 eine eigene Ausstellung, der ein umfangreiches Forschungsprojekt zur wissenschaftlichen Aufarbeitung der Sammlung voranging.

### Sammlung 20. Jahrhundert/Gegenwart
Schwerpunkte der Sammlung sind die Klassische Moderne, Konkrete Kunst, Pop-Art und Gegenwartskunst. Der Bestand an Kunst des 20. Jahrhunderts und der Gegenwart setzt sich aus Stücken der Sammlung der Stadt Ludwigshafen, der Sammlung Beck und der Sammlung Wilhelm Hack zusammen. Sie umfasst maßgebliche Werke der klassischen Moderne, der Konkreten Kunst, der Pop-Art und der Gegenwartskunst und wird in diesem Sinne stetig erweitert.
Seit 2009 wird in der jährlich wechselnden Sammlungspräsentation, bis 2014 unter dem Titel „hackordnungen“, eine thematische Auswahl von Werken aus der Sammlung ausgestellt. Mit der Ausstellungsreihe „Kabinettstücke“ werden Arbeiten auf Papier, zumeist ebenfalls aus der Sammlung des Museums, gezeigt. Die Reihe „hackstücke“, später unter dem Titel „Zoom“, (Ernst Ludwig Kirchner (2010), Otto Nemitz (2011), Theo van Doesburg (2012), „Stehende Muttergottes“ (2013)) stellt Werke oder Künstler des Museums und deren kunstgeschichtlichen Kontext in den Mittelpunkt. Insgesamt verfolgt das Wilhelm-Hack-Museum eine Museumsarbeit, die nachhaltig mit der Sammlung umgeht.
In diesem Zusammenhang stand beispielsweise die Ausstellung Max Bill meets Goya aus dem Jahre 1997 in Zusammenarbeit des Museums mit dem Museum für Moderne Kunst München. Die Kuratoren der Ausstellung waren Richard W. Gassen und Hans-Peter Porzner.

### Sonderausstellungen
Im Wilhelm-Hack-Museum werden jährlich drei bis vier große Wechselausstellungen gezeigt. Sie befassen sich mit den Arbeiten einzelner Künstler oder Künstlergruppen, mit Kunst- und Werkgattungen oder widmen sich einem bestimmten Thema. Einen Rekord mit 140.000 Besuchern erzielte die Ausstellung Der Blaue Reiter im Jahr 2004.

## Rudolf-Scharpf-Galerie
Die 1982 eröffnete Rudolf-Scharpf-Galerie wird als Projektgalerie des Wilhelm-Hack-Museums von der Stadt Ludwigshafen betrieben. In den Ausstellungen werden vor allem junge, zeitgenössische Werke gezeigt. Die Galerie befindet sich im Stadtteil Hemshof im dreistöckigen Geburtshaus des Künstlers Rudolf Scharpf, das der Künstler 1977 der Stadt Ludwigshafen übergab. Dem Wilhelm-Hack-Museum stiftete Scharpf zudem seinen gesamten künstlerischen Nachlass.

## „Dis>play“
Von 2009 bis 2013 war das dis>play die Plattform für Neue Medien im Wilhelm-Hack-Museum. Im ehemaligen Studio wurden im Rhythmus der großen Wechselausstellungen jeweils eine Video- oder Projektionsarbeit gezeigt, zum Teil parallel zu Werkspräsentationen junger Positionen in der Rudolf-Scharpf-Galerie.

## „hack-museumsgARTen“

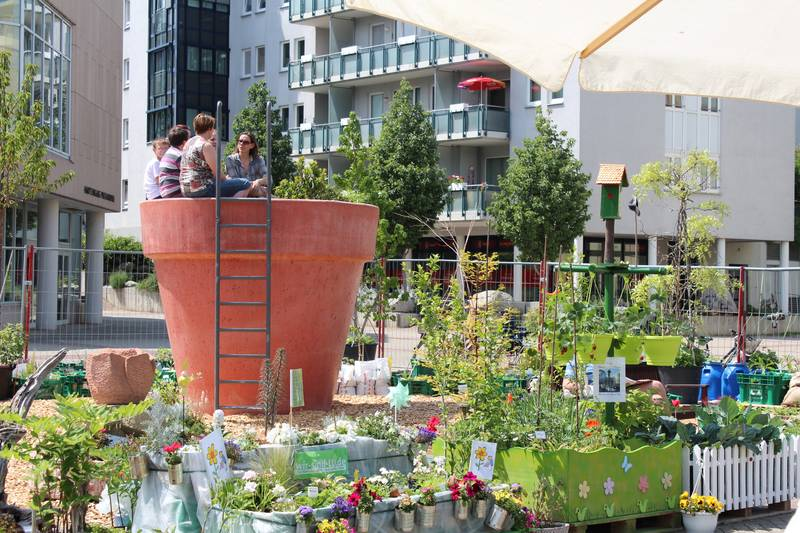
Der hack-museumsgARTen mit dem überdimensionalen Blumentopf von Rainer Ecke

Seit März 2012 ist das Wilhelm-Hack-Museum mit dem Kunstprojekt „hack-museumsgARTen“ auf dem Hans-Klüber-Platz aktiv. Unter dem Motto „ein Garten für alle!“ entstand der Gemeinschaftsgarten nach dem Vorbild des Berliner Prinzessinnengartens und steht allen Bürgern, Familien, Vereinen und Gruppen der Stadt offen. An dem Gartenprojekt beteiligten sich 2012 drei Künstler: der Stuttgarter Rainer Ecke mit einem überdimensionierten begehbaren Blumentopf, der in Berlin lebende Fritz Eicher mit dem Wildbienenprojekt „zeit.arbeit“ und Eberhard Grillparzer aus Ludwigshafen mit der interaktiven Video-Kunst-Aktion „Libellenflug“. Auch in den Folgejahren wurde der Garten in verschiedene Museums- und Kunstprojekte mit einbezogen. Die auf dem Platz stehende Marmorskulptur Ombralatina (Südlicher Schatten) des italienischen Künstlers Marcello Morandini ist mittlerweile von Beeten umgeben. Der Garten basiert auf einem offenen Beteiligungs- und Gestaltungskonzept; seit seiner Eröffnung beteiligten sich hier zeitweise bis zu 200 Bürger. Sein Erscheinungsbild ist vor allem von Kistenbeeten geprägt, daneben gibt es unter anderem ein Insektenhotel, einen Pavillon für Veranstaltungen und Vorrichtungen zum Tauschen von Büchern, sowie o. g. Kunstwerke. Im „hack-museumsgARTen“ finden vor allem in den Sommermonaten regelmäßig Veranstaltungen wie Konzerte, Kurse, botanische Führungen und Workshops auf Eigeninitiative der Gärtner statt.
Der „hack-musuemsgARTen“ wurde seit seiner Entstehung mit folgenden Preisen ausgezeichnet:
- 2020: UN-Dekade Preis für biologische Vielfalt: Soziale Natur - Natur für alle
- 2023: Brückenpreis für bürgerschaftliches Engagement  des Landes Rheinland-Pfalz
- 2024: Landessieger des  Deutschen Nachbarschaftspreises des Landes Rheinland-Pfalz der Nebenan.de-Stiftung

## Biennale für aktuelle Fotografie
Das Wilhelm-Hack-Museum ist als Ausstellungsort regelmäßig bei der alle zwei Jahre in der Metropolregion Rhein-Neckar stattfindenden Biennale für aktuelle Fotografie, dem größten kuratierten Fotofestival Deutschlands, vertreten. Bis 2016 trug die Biennale den Namen „Fotofestival Mannheim Ludwigshafen Heidelberg“. Als Rahmenprogramm finden im Wilhelm-Hack-Museum Vorträge, Künstlergespräche und zahlreiche weitere Veranstaltungen statt.
2020 war das Wilhelm-Hack-Museum ebenfalls ein Ausrichter der Biennale für aktuelle Fotografie. Unter dem Titel When Images Collide präsentierten unter dem Kurator David Campany diverse Künstler ihre Fotowerke, vor allem Collagen.

## Kunstvermittlung
Das Wilhelm-Hack-Museum bietet ein breites Vermittlungsprogramm für Kinder, Jugendliche und Familien an. Dazu zählen thematisch angelegte Führungen und vielfältige Workshops. Die museumspädagogischen Aktionen werden vom Förderkreis unterstützt und organisiert. Die jeweiligen Angebote werden auf die aktuellen Ausstellungen abgestimmt. Beim Programmen für Schulklassen und Kindergartengruppen steht so zunächst die Betrachtung eines oder mehrerer Werke im Museum an, bevor die Eindrücke im Museumsatelier kreativ verarbeitet werden. Das Vermittlungsteam kommt auf Wunsch auch in Schulen, Kindergärten, Seniorenheime und andere Einrichtungen. Für Geburtstagsfeiern bietet das Museum sowohl für Kinder als auch Erwachsene individuell gestaltete Programme an.

### Vermittlung für Kinder und Jugendliche
Das Museum verfügt über ein vielfältiges museumspädagogisches Angebot für Kinder und Jugendliche verschiedener Altersstufen. Kinder von vier bis sechs Jahren können erste Erfahrungen mit künstlerischen Techniken und Materialien sammeln, während für Schulkinder auch die intensivere Auseinandersetzung mit einzelnen Kunstwerken aus dem Museum angeboten wird. Im Rahmen der SprachKunst-Werkstatt bereiten Museumspädagogen gemeinsam mit Grundschullehrern wöchentliche Museumsbesuche für ihre Schulklassen vor, bei denen die Kinder über die visuelle Anregung der Kunstwerke angeleitet werden, das eigene Sprachvermögen kreativ zu erproben und individuell zu erweitern. In den Schulferien werden spezielle Ferienprogramme für Kinder zwischen sechs und zwölf Jahren angeboten, die von Pädagogen und Künstlern begleitet werden. Zum Abschluss des Programms können die Teilnehmer im Malatelier die selbst gebastelten Arbeiten ihren Familien präsentieren. Bei dem Kooperationsprojekt „hackerclub“ des Wilhelm-Hack-Museums, OK-TV Ludwigshafen und dem Carl-Bosch-Gymnasium beschäftigen sich die Schülerinnen und Schüler in selbst erstellten Kurzvideos mit verschiedenen Themen rund um das Museum auseinander.

### Vermittlung für Familien und Erwachsene
Zu jeder neuen Ausstellung findet ein Familientag mit einem eigenen Programm statt. An generationenübergreifenden Nachmittagen steht die kreative Zusammenarbeit von Großeltern, Eltern und Kindern im Mittelpunkt.
Mit Formaten wie Kunstgenuss am Nachmittag und das Philosophische Café werden für Erwachsene eine ausführliche Betrachtung der ausgestellten Kunstwerke und die Analyse von Bildinhalten angeboten. Neben theoretischen Untersuchungen gibt es auch praxisbezogene Kurse, bei denen in Anlehnung an die Ausstellungen kreative Ideen im Malatelier umgesetzt werden können. Mit der „Art Lounge“ öffnet das Museum für einen langen Abend mit Cocktails, Musik und Kurzführungen seine Türen. Für Lehrkräfte und Pädagogen veranstaltet das Museum rund um die aktuellen Ausstellungen regelmäßig Fortbildungen und Informationsveranstaltungen.